# シルガースラッガー賞
もしかして
- シルバースラッガー賞

ではありませんか？